# Elementales (Marvel Comics)
Los Elementales son una organización ficticia que aparece en los cómics estadounidenses publicados por Marvel Comics.
Una versión de los "Elementales" apareció en la película del Universo cinematográfico de Marvel Spider-Man: lejos de casa (2019). 

## Historial de publicación
Los Elementales aparecieron por primera vez en Supernatural Thrillers # 8 (agosto de 1974), y fueron creados por Tony Isabella y Val Mayerik.
Posteriormente, el grupo aparece en Supernatural Thrillers # 9-15 (octubre de 1974 - octubre de 1975) y Ms. Marvel # 11-12 (noviembre-diciembre de 1977).

## Biografía ficticia
Los Elementales son cuatro humanoides extradimensionales que se convirtieron en inmortales con poder sobre las fuerzas naturales y que gobernaron un reino en la Tierra antes del surgimiento de la Atlántida original. Son Hydron, señor de las aguas; Magnum, amo de la tierra; Hellfire, portador de llamas; y Zephyr, la amante de los vientos. Los Elementales usaron a N'Kantu / la Momia Viviente, haciéndolo un esclavo, usándolo como un peón contra el Ahmet Abdol / el Monolito Viviente para obtener de ellos el Ruby Escarabajo. Zephyr traicionó a los otros Elementales y se alió con la Momia Viviente. Los Elementales atacaron a Zephyr, la Momia viviente y sus aliados y ganaron el Escarabajo de ellos. Cuando los Elementales intentaron liberar sus energías a través del Escarabajo, fueron expulsados de la Tierra.
Los Elementales regresaron más tarde a la Tierra y persiguieron a Zephyr y al Escarabajo, entrando en conflicto con la entidad Hécate. Tomando a Zephyr como rehén, Hellfire e Hydron obligaron a sus aliados a recuperar al Escarabajo. Ms. Marvel llegó y junto con Hécate, luchó contra los Elementales, derrotándolos uno por uno.
Durante la historia de "Dark Reign", Quasimodo investigó a los Elementales junto a otros villanos de Norman Osborn. Él especuló que podrían ser extraterrestres del Axi-Tun o los horusianos.
Los Elementales fueron luego capturados por el Coleccionista, a excepción de Zephyr.

## Alineación del equipo
- Hellfire -  El líder del grupo villano, que puede generar llamas.
- Hydron - un enemigo con poderes acuáticos, incluida la capacidad de controlar el agua.
- Magnum - tiene habilidades que permiten la manipulación de la tierra, los minerales y la roca.
- Zephyr - la única mujer del equipo que tiene el poder de controlar el aire y, por lo tanto, afecta muchos de sus aspectos.

## En otros medios
Los Elementales aparecen en la película de 2019, Spider-Man: lejos de casa.Esta versión del grupo está formada por los Elementales de Viento, Tierra, Fuego y Agua, que están inspirados en  Ciclón, Hombre de Arena, Molten Man e Hydro-Man respectivamente.Esta versión son ilusiones creadas por proyectores y drones de Industrias Stark utilizados por Quentin Beck/Mysterio y otros ex empleados de Industrias Stark. El afirmó que nacieron en un agujero negro donde devastaron su realidad de la Tierra-833. Después de que Mysterio derrota al Elemental de Aire y al Elemental de la Tierra fuera de la pantalla, pasó a luchar contra el Elemental de Agua en Venecia. Nick Fury y Maria Hill persuadieron a Spider-Man para que ayudara a Mysterio cuando se trata del ataque del Elemental de Fuego en Praga. Cuando el Elemental de Fuego atacó, Spider-Man y Mysterio lograron derrotarlo. Dos veces en la película, el maestro de Spider-Man, Julius Dell, pensaba que los Elementales eran la creación de brujas. Más tarde, Spider-Man y MJ descubrieron que los Elementales en realidad eran drones que usaban la tecnología de ilusión que utilizaban Quentin Beck y sus compañeros exempleados, usaban para parecer un héroe de nivel de Los Vengadores. Cuando Beck se enteró de su descubrimiento, hizo que sus cómplices crearan un monstruo Elemental Fusion para distraer al mundo mientras él se dispuso a matarlos. Su plan fue frustrado cuando Spider-Man se metió en la ilusión y desactivó los drones que lo creaban antes de derrotar a Beck.